# هزاع عسيري
هزاع محمد عسيري لاعب كرة قدم سعودي و يلعب في الظهير الأيسر و يلعب حالياً نادي البكيرية.

## مسيرة اللاعب
لعب سابقاً مع نادي أبها ونادي أحد ونادي نجران ونادي الفيحاء ونادي جدة. يلعب حاليا لنادي البكيرية